# Dehestān-e Bālā
Dehestān-e Bālā (persiska: دهستان بالا, حُسِين آباد) är en ort i Iran.   Den ligger i provinsen Hormozgan, i den sydöstra delen av landet, 900 km söder om huvudstaden Teheran. Dehestān-e Bālā ligger 1 369 meter över havet och antalet invånare är 710.
Terrängen runt Dehestān-e Bālā är huvudsakligen kuperad, men österut är den platt. Runt Dehestān-e Bālā är det glesbefolkat, med 8 invånare per kvadratkilometer. Dehestān-e Bālā är det största samhället i trakten. Trakten runt Dehestān-e Bālā är ofruktbar med lite eller ingen växtlighet.